# Waal (folyó)
A 82 kilométer hosszú Waal folyó a Rajna legnagyobb oldalága Hollandiában,  A folyó a Rotterdam és a Ruhr-vidék közti vízi út egy része. A régi római neve Vacalus, ami az ős-germánból származik (ős-germán: wôh = görbe, azaz kanyarulatos).

## Folyása
A Rajna a német–holland határon túl, Pannerden mellett kettéágazik. Déli, nagyobb ágának a neve Waal, amely a Rajna vizének kétharmadát szállítja, az északi ágát pedig, amely a Rajna kb. egyharmadát szállítja, Pannerdeni csatornának hívják. A Waal Woudrichem mellett összefolyik a Maasszal, ott a folyó neve Boven-Merwedére változik.

## Hajózás
A Rotterdam és a Ruhr-vidék közti hajózásban a Waal a Rajna fontosabb ága. A folyó Nijmegen mellett kapcsolódik a Maas-Waalkanaallal, ezen keresztül elérhető a Maas folyó, Tiel mellett pedig találkozik az Amszterdam–Rajna-csatornával, amin keresztül tovább lehet hajózni a Nederrijn folyón vagy el lehet jutni Amszterdamba. A hajók nagyobb része viszont közvetlenül a rotterdami kikötőbe közlekedik, a Boven-Merwede, Beneden-Merwede, Noord és Lek folyókon, vagy ellenkező irányba, Rotterdamból Németországba.

## Tájkép
A Waal általános képére a sarkantyúk (vízterelők, partvédő gátak), a széles árterületek és a magas gátak jellemzőek. Miután a Rajna-delta áradása 1993-ban és 1995-ben is nagy árvízzel fenyegette Hollandiát, a gátakat magasították,  az árterületeket kiszélesítették, a sarkantyúk magasságát pedig csökkentették, hogy könnyebben folyjon át a víz. Arra is törekednek, hogy nagyobb teret kapjon a vadvilág.